# Colatore Agognetta
L'Agognetta è un colatore che scorre in provincia di Pavia; è un affluente del Po. Svolge la funzione di convogliare tutte le acque della bassa provincia di Pavia nel fiume Po ed ecco perché la sua denominazione "colatore".

## Percorso
La roggia nasce nel comune di Sannazzaro de' Burgondi, dalla confluenza di varie rogge che irrigano la Lomellina; attraversa Sannazzaro e subito dopo confluisce nel Po.

## Nome
Il nome "Agognetta" deriva da Agogna, un torrente che scorre in provincia di Novara e Pavia. Il nome latino Aconia deriva dal nome degli Agoni, genia di barbari, come li chiama Polibio (dalla radice celtica ach, ache, cioè acqua).
Altri lo fanno derivare dal gentilizio latino Aconius